# Ponteceso
Ponteceso är en kommun i Spanien. Den ligger i provinsen A Coruña i den autonoma regionen Galicien i nordvästra delen av landet, 500 km väster om huvudstaden Madrid. Antalet invånare är 5 318 (2024). Arean är 91,97 kvadratkilometer.